# Glaciar König
Glaciar König (en inglés: König Glacier) (54°10′S 36°48′O / -54.167, -36.800) es un glaciar con dimensiones de 6 kilómetros (3 millas náuticas) de largo y 3 kilómetros (1.5 millas náuticas) de ancho. Este glaciar fluye en dirección norte, desde el lado norte del Glaciar Neumayer hasta donde está situada la Fortuna Bay, en Georgia del Sur.
El glaciar fue avistado por primera vez entre 1928 y 1929 por una expedición bajo el liderazgo del médico alemán Ludwig Kohl-Larsen, quien asignó su nombre en honor al montañista austriaco Felix König, quien participó en la Segunda expedición alemana antártica, entre 1911 y 1912, bajo el mando del explorador Wilhelm Filchner.
La superficie superior del glaciar está casi deshabitada, con menos de 2 habitantes por kilómetro cuadrado. Alrededor del glaciar, se puede encontrar una formación rocosa. El clima en cercanías es de tundra. La temperatura en promedio es de -4 °C. El mes más caluroso es enero, a 1 °C, y el mes más frío es julio, a -10 °C.